# Кира Најтли
Кира Кристина Најтли (енгл. Keira Christina Knightley; Лондон, 26. март 1985) британска је глумица. Почела је да глуми још као девојчица, а прославила се 2003. после главних улога у филмовима Играј као Бекам и Пирати са Кариба: Проклетство Црног бисера. Потом је наступила у неколико холивудских филмова. Године 2005. години номинована је за Оскара у категорији најбоље главне глумице за улогу у филму Гордост и предрасуде.

## Биографија
Рођена је у Лондону. Њени родитељи су Шерман Макдоналд, шкотска и ирска глумица, касније драмски писац и Вил Најтли, енглески позоришни и телевизијски глумац. Има и старијег брата, Кејлеба, рођеног 1979. Најтлијева је већи део свог живота провела у Ричмонду на Темзи, где је похађала школу Тедингтон и колеџ Ешер. Пати од дислексије, али је без обзира на то добијала добре оцене у школи на задовољство њених родитеља и зато јој је било дозвољено да узме агента и настави са својом глумачком каријером. Глумила је у великом броју локалних аматерских продукција, укључујући и „По Јулији” (написала њена мајка) и „Сједињене Државе” (написао њен драмски професор, Џон Макшејн).

## Каријера
Кира Најтли је почела да глуми са седам година, дебитујући на телевизији 1992. у „Краљевској прослави”: Касније је глумила у телевизијској серији „Бил” (1995). У другој половини деведесетих наступила је у још неколико ТВ-филмова пре него што је 1999. добила улогу Сабе, двојнице Падме Амидале, у научнофантастичном блокбастеру „Звездани ратови — епизода I: Фантомска претња”. Најтлијева је ову улогу добила највише због њене сличности са Натали Портман, која је глумила Падме; две глумице су биле толико сличне да су чак и њихове мајке имале проблема да их разликују када су биле нашминкане. Прву главну улогу је добила 2001. године, кад је играла ћерку Робина Худа у ТВ-филму компаније Волт Дизни, „Принцеза лопова”. Током овог периода појавила се и у филму „Рупа”, трилеру снимљеном искључиво за видео-дистрибуцију. Појавила се и у мини-серији „Доктор Живаго” 2002.
Постала је позната улогом у филму „Играј као Бекам” 2002. који је добро је прошао у британским биоскопима, док је у САД 2003. зарадио 32 милиона долара. Пошто јој је „Играј као Бекам” подигао глумачки рејтинг, добила је улогу у високобуџетном акционом филму, „Пирати са Кариба: Проклетство црног бисера” продуцента Џерија Брукхејмера чија је премијера била у јулу 2003. године. Филм је добио добре оцене критике, а добро је прошао и у биоскопима, поставши један од највећих хитова филмског лета 2003. и избацивши Најтлијеву у први план. Глумила је и у британској романтичној комедији „У ствари љубав” из 2003. Њен следећи филм, „Краљ Артур”, премијерно приказан јула 2004, добио је различите критике, али је критичар Роџер Иберт истакао „висок занатски ниво режије и харизму глумаца, који су допринели да ликови буду много занимљивији него што то заслужују.” Кира Најтли описана је да изгледа „истовремено и секси и одбојно”. Истог месеца, читаоци часописа „Hello!” изабрали су је за највећу тинејџерску наду филмске индустрије. Часопис Тајм је 2004. додао да изгледа да је Најтлијева чврсто одлучила да постане озбиљна глумица, а не да остане тинејџерска звезда. У 2005. глумила у три филма: у „Лудачкој кошуљи”, мрачном трилеру редитеља Џона Мејберија, затим у акционом филму „Домино” редитеља Тонија Скота инспирисаном животом ловца на уцењене главе Домина Харвија те у филму „Гордост и предрасуде”, адаптацији романа Џејн Остин у коме глуми Енглескињу Елизабет Бенет. „Лудачка кошуља” и „Домино” су су добили различите критике, али су лоше прошли у биоскопима, али је зато филм „Гордост и предрасуде” одлично примљен у САД, а у Уједињеном Краљевству се нашао на првом месту по заради у биоскопима и то је шести филм Кире Најтли којем је то успело. Номинована је за Златни глобус у категорији најбоље глумице, а такође и за Оскара, али није добила ниједну награду.
Филм „Пирати са Кариба: Тајна шкриње”, премијерно је приказан 7. јула 2006. године. Уследили су филмови „Свила” (адаптација романа Алесандра Барика) и „Покајање” (по истоименом роману Ијана Макјуана) у коме глуме још Џејмс Макавој, Ванеса Редгрејв и Бренда Блетин. Трећи део „Пирата са Кариба”, премијерно је приказан маја 2007. Остварила је и улогу у филму „Најбоље доба наших живота” о велшком песнику Дилану Томасу, сниманом по сценарију њене мајке.

## Позната личност
Као резултат њеног метеораског успона Кира Најтли је постала предмет медијске пажње. Новинари је описују као „отворену према медијима”, иако је изјавила да не жели да пуно прича о свом приватном животу.
Изабрана је за најпожељнију филмску звезду свих времена од стране читалаца часописа Емпајер, заузела је 79. место на листи часописа ФХМ у енглеској верзији 100 најзгоднијих жена у свету 2004, 18. у 2005. и била је првом месту 2006. године. У америчком издању била је на 54. месту 2004, на 11. у 2005. и на 5. у 2006. Најтлијева је, заједно са Скарлет Џохансон, позирала гола за насловницу часописа ”Ванити фер” у марту 2006. Енглеско издање часописа прогласило је најзгоднијом женом на свету 2006. У мају 2006. пласирала се на 9. место Максимове листе Хот 100.
Рекламирала је луксузне производе фирме Аспри као и Луксове производе у јапанским ТВ-рекламама. У априлу 2006. потврђено је да је постала ново лице Шанеловог парфема "Coco Mademoiselle".
Захваљујући Валентиновој хаљини коју је носила на додели Златног глобуса 2006. модни критичар Стивен Коџокару прогласио је Најтлијеву најбоље обученом женом на свету. Хаљина је касније продата у добротворне сврхе за 4.300 фунти.

## Приватни живот
Најтлијева живи у централном Лондону и виђа се са партнером из „Гордости и предрасуда”, Рупертом Френдом. Претходно је излазила са ирским моделом Џејмијем Дорнаном, као и са глумцем Делом Синотом, који је према неким извештајима, покушао самоубиство после њиховог раскида, мада обоје негирају такве тврдње.
Најтлијева је изјавила да се осећа непријатно дотерујући се и да јој се Британци више допадају од Американаца, зато што верује да се Британци мање брину због свог изгледа. Негирала је гласине да пати од анорексије, иако је признала да у њеној породици постоји историја те болести; њен изглед на премијери филма „Пирати са Кариба: Тајна шкриње“ изазвао је медијске шпекулације да њена екстремно мршава фигура има везе са поремећајем исхране. У јулу 2006. изјавила је да верује да је постала зависна од рада, истакавши да јој се последњих пет година спојило у једну. ”Не могу да вам кажем шта се десило прошле године или оне пре” додавши да ради превише и да се боји да ће, ако настави да ради дотадашњим темпом, замрзети оно што воли. Постоји могућност да због тога Најтлијева једну годину паузира како би путовала и усредсредила се на свој приватни живот.
Кира Најтли је ватрени навијач клуба Вест Хем јунајтед.

## Филмографија
| Улоге Кире Најтли |                                               |                                              |                           |          |
| Година            | Српски назив                                  | Изворни назив                                | Улога                     | Напомена |
| 2017.             | Пирати са Кариба: Салазарова освета           |                                              | Елизабет Свон             | камео    |
| 2014.             | Игра кодова                                   |                                              | Џоун Кларк                |          |
| 2012.             | Ана Карењина                                  |                                              | Ана Карењина              |          |
| 2008.             | Војвоткиња                                    |                                              | Georgiana Cavendish       |          |
| 2008.             | Најбоље време наших живота                    |                                              | Вера Филипс               |          |
| 2007.             | Покајање                                      |                                              | Сисилија Талис            |          |
| 2007.             | Свила                                         |                                              | Хелен Жонкур              |          |
| 2007.             | Пирати са Кариба: На крају света              |                                              | Елизабет Свон             |          |
| 2006              | Пирати са Кариба: Тајна шкриње                | Pirates of the Caribbean: Dead Man’s Chest}- | Елизабет Свон             |          |
| 2005              | Домино                                        | Domino                                       | Домино Харви              |          |
| 2005              | Гордост и Предрасуде                          | Pride & Prejudice                            | Елизабет Бенет            |          |
| 2005              | Лудачка кошуља                                | The Jacket                                   | Џеки Прајс                |          |
| 2005              | Приче изгубљених душа                         | Stories of Lost Souls                        | Леа                       |          |
| 2004              | Краљ Артур                                    | King Arthur                                  | Гиневра                   |          |
| 2003              | У ствари љубав                                | Love Actually                                | Џулијет                   |          |
| 2003              | Пирати са Кариба: Проклетство црног бисера    |                                              | Елизабет Свон             |          |
| 2002              | Доктор Живаго (серијал)                       | Doctor Zhivago                               | Лара Антипова             |          |
| 2002              | Новогодишње вече                              | New Year’s Eve                               | Леа                       |          |
| 2002              | Неокаљан                                      | Pure                                         | Луиза                     |          |
| 2002              | Гром у панталонама                            | Thunderpants                                 | Студенткиња музичке школе |          |
| 2002              | Играј као Бекам                               | Bend It Like Beckham                         | Џулијет „Џулс“ Пакстон    |          |
| 2002              | Смена годишњих доба                           | The Seasons Alter                            | Хелена                    |          |
| 2001              | Рупа                                          | The Hole                                     | Френки Олмонд Смит        |          |
| 2001              | Принцеза лопова                               | Princess of Thieves                          | Гвин, ћерка Робина Худа   |          |
| 2001              | Дефлација                                     | Deflation                                    | Џогер                     |          |
| 1999              | Оливер Твист (серијал)                        | Oliver Twist                                 | Роуз Флеминг              |          |
| 1999              | Звездани ратови — епизода I: Фантомска претња | Star Wars: Episode I — The Phantom Menace    | Сабе                      |          |
| 1998              | Повратак кући (ТВ)                            | Coming Home                                  | млада Џудит               |          |
| 1996              | Трагачи за благом (ТВ)                        | Treasure Seekers                             | Принцеза                  |          |
| 1995              | Невине лажи                                   | Innocent Lies                                | млада Силија              |          |
| 1994              | Сеоска афера                                  | A Village Affair                             | Наташа Џордан             |          |